# Samsung Galaxy A5 (2015)
Il Samsung Galaxy A5, chiamato A5 (2015) per distinguerlo dagli omonimi modelli usciti nel 2016 e nel 2017, è uno smartphone di fascia media prodotto da Samsung, facente parte della serie Samsung Galaxy A.

## Caratteristiche tecniche

### Hardware
Il Galaxy A5 è un classico smartphone con form factor di tipo slate, misura 139,3 × 69,7 × 6,7 millimetri e pesa 123 grammi.
Il dispositivo è dotato di connettività GSM, HSPA, LTE, di Wi-Fi dual-band 802.11 a/b/g/n con supporto a Wi-Fi Direct ed hotspot, di Bluetooth 4.0 con A2DP, EDR ed LE, di GPS con A-GPS, GLONASS, BDS, di NFC, di radio FM e di supporto ANT+. Ha una porta microUSB 2.0 e un connettore jack audio per auricolari/microfono da 3,5 mm.
Il Galaxy A5 è dotato di schermo touchscreen capacitivo da 5 pollici di diagonale, di tipo Super AMOLED con aspect ratio 16:9 e risoluzione 720 × 1280 pixel (densità di 294 pixel per pollice), protetto da un vetro Corning Gorilla Glass 4. La cornice è costruita in alluminio, il retro in plastica. La batteria agli ioni di litio da 2300 mAh non è removibile dall'utente.
Il chipset è un Qualcomm Snapdragon 410, con processo di produzione a 28 nanometri, CPU quad-core formata da 4 Cortex-A53 a 1.2 GHz e GPU Adreno 306. La memoria interna di tipo eMMC 4.5 è di 16 GB, mentre la RAM è di 2 GB.
La fotocamera posteriore ha un sensore CMOS da 13 megapixel, dotata di autofocus e flash LED, in grado di registrare al massimo video Full HD a 30 fotogrammi al secondo, mentre la fotocamera anteriore è da 5 megapixel.

### Software
Il sistema operativo è Android, in versione 4.4.4 KitKat, aggiornabile ufficialmente fino ad Android 6.0.1 Marshmallow. Le ultime patch di sicurezza disponibili per il modello italiano sono quelle di agosto 2017.
Ha l'interfaccia utente TouchWiz e l'assistente vocale S Voice.

## Commercializzazione
Il dispositivo è stato immesso sul mercato a fine 2014.
Il sito TuttoAndroid valutò 7.9/10 il Galaxy A5, TechRadar l'ha giudicato come "il maggior rivale" del Sony Xperia Z3 Compact, apprezzandone schermo e design ma criticandone il prezzo, paragonato ai concorrenti, mentre il The Guardian ha inserito tra i "pro" il design, la presenza dello slot per microSD, la fotocamera e la durata della batteria "decente", e tra i "contro" la bassa risoluzione dello schermo, il fatto che la batteria non sia removibile e l'assenza, di serie, dell'ultima versione di Android (che allora non era KitKat ma Lollipop).